# Plaucia Urgulanila

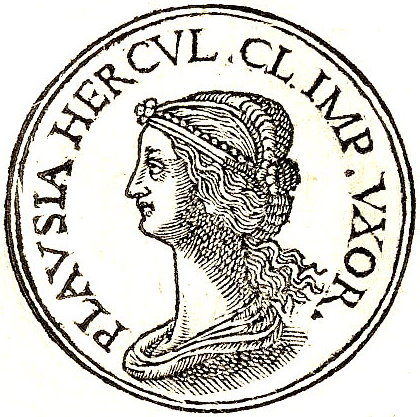
Plaucia Urgulanila
"Promptuarii Iconum Insigniorum"

Plaucia Urgulanila (en latín, Plautia Urgulanilla; vivió en el siglo I d. C.) fue la primera esposa del futuro emperador romano Claudio.

## Familia, matrimonio y descendencia
Era hija de Marco Plaucio Silvano, un general que fue cónsul en el año 2 a. C, y de su esposa Larcia. Su abuela era Urgulania, amiga cercana de Livia, tercera esposa del emperador Augusto.
Su abuela Urgulanila la casó con Claudio alrededor del año 15 d. C., pero él se divorció de ella nueve años más tarde aduciendo adulterio y sospecha de asesinato.
Dio a luz un hijo, Claudio Druso, fallecido a temprana edad, y una hija, Claudia, quien fue luego repudiada por Claudio.

## LagensUrgulania
Con respecto a la gens Urgulania, cabe mencionar un posible origen en la nobleza etrusca.
En la ciudad italiana de Tarquinia (la Tarchna etrusca y Tarquinii romana) fueron encontradas dos placas fragmentadas, conocidas como los Elogia Tarquiniensis. Rinden tributo a los nobles locales Velthur Spurinnas y Aulus Spurinnas, y brindan una rara visión de la historia etrusca. Incluyen la mención de un rey Orgolnium de la ciudad etrusca de Caere (la actual Cerveteri), que recuerda el nombre de la gens Urgulania.